# Стадион Чика Дача

44° 01′ 15.14″ N 20° 53′ 57.10″ E / 44.0208722° С; 20.8991944° И
Стадион Чика Дача је вишенаменски стадион у Крагујевцу. Домаћи је терен ФК Раднички 1923. Тренутни капацитет стадиона је 15.022 места.

## Историја
Стадион Чика Дача носи то име у знак сећања на Данила Стојановића, Чика Дачу, који је 1903. године донео прву фудбалску лопту у Шумадију. Те године, 14. септембра, основао је у Крагујевцу Шумадију 1903, најстарији фудбалски клуб у Србији. Наиме, 3. маја 1901. године у Суботици је основан Спортски атлетски клуб Бачка, с тим што је Суботица тада била у саставу Аустроугарске. Чика Дача је председавао на Оснивачкој скупштини у Загребу, 18. априла 1919, када је основан Југословенски ногометни савез.
Изградња стадиона је почела 1949. године и трајала је осам година. Раднички је добио свој градски стадион 6. јуна 1957, а отворен је дефилеом спортиста СД Раднички, фудбалера Партизана и атлетичара Црвене звезде. Могао је да прими 30.000 гледалаца, а прву утакмицу на новоизграђеном стадиону Раднички је одиграо са Партизаном. Утакмица је завршена резултатом 2 : 2. 
Реновиран је 2007. године, на трибинама су постављене столице и тренутни капацитет износи 15.100 седећих места. У склопу стадиона су и три помоћна фудбалска терена.
Осим за фудбалске утакмице, стадион испуњава услове за организацију атлетских такмичења по стандардима Светске атлетске федерације.
Крајем 2012. почело је рушење старих неусловних свлачионица и градња новог објекта свлачионица са управним блоком. Објекат је површине 1400 m², а у њему ће се налазити свлачионице за играче и судије, простор за антидопинг контролу, омладински погон Радничког, управу клуба и прес центар. Укупна вредност инвестиције је око 100 милиона динара, а средства су обезбедили донатори фудбалског клуба и град Крагујевац.
У лето 2024. отпочели су радови на још једном реновирању стадиона. Радови су обухватали постављање рефлектора и нових столица, замену семафора, сређивање помоћног терена и атлетске стазе, као и уређење ВИП и ТВ ложе.

## Концерти
- 23. септембар 2001 — Здравко Чолић[9][10]
- 6. јул 2004 — Здравко Чолић[11][12]
- 14. септембар 2013 — Цеца Ражнатовић (у оквиру турнеје Позив)[13][14]
- 30. мај 2025 — Ацо Пејовић (предгрупа: Mojito Band)[15][16][17]

## Галерија
- Стадион Чика Дача
- Стадион Чика Дача
- Табла са натписом
- Стадион Чика Дача
- Црвени ђаволи 1989
- Црвени ђаволи 1989